# Taux d'erreur
 (mars 2013).
Si vous disposez d'ouvrages ou d'articles de référence ou si vous connaissez des sites web de qualité traitant du thème abordé ici, merci de compléter l'article en donnant les références utiles à sa vérifiabilité et en les liant à la section « Notes et références ».
Pour les articles homonymes, voir BER.
Le taux d'erreur ou B.E.R., abréviation de l'expression anglaise Bit Error Rate, désigne une valeur, relative au taux d'erreur, mesurée à la réception d'une transmission numérique, relative au niveau d'atténuation et/ou de perturbation d'un signal transmis.
Ce phénomène survient également lors de l'échantillonnage (numérisation), lors de la lecture et de la sauvegarde des données (CD-R, DVD-R, disque dur, RAM...).
Ce taux détermine le nombre d'erreurs apparues entre la modulation et juste après la démodulation du signal. Ce taux d’erreur ne tient généralement pas compte du codage des données sauf dans le cas d'une norme de transmission combinant modulation et correction d'erreur (exemple : QPSK). La cause des perturbations, donc de l'augmentation du taux d'erreur, peut être multiple : équipement ou réseau défectueux, pointage incorrect d'une antenne, interférences, longueur des câbles, etc. 
Le taux d'erreur (BER) s'exprime en puissance négative. Par exemple, {\displaystyle 10^{-3}} signifie que l'on a en moyenne une erreur binaire pour mille bits transmis.